# Давиденков Микола Миколайович
Давиденков Микола Миколайович (14(26).03.1879, Рига — 29.09.1962, Ленінград) — радянський вчений у галузі механіки матеріалів, академік АН УРСР (з 1939). Закінчив (1902) Петербурзький інститут інженерів шляхів сполучення, працював (до 1912) на залізниці.
У 1909—1926 викладав у вишах Петербурга (Петрограда), Новочеркаська, Москви, Києва (1921—1922 — професор Київського політехнічного інституту). З 1925 керував лабораторією Фізико-технічного інституту АН СРСР.
Досліджував втомлюваність металів, розробив методи вимірювання залишкових напружень, створив механічну теорію холодноламкості металів, вивчав проблему пластичного деформування й міцності в складному напруженому стані, властивості матеріалів при ударних навантаженнях тощо. Запропонованим так званим струнним методом виявлення деформацій було вперше виміряно величину гірничого тиску.
Нагороджений орденом Леніна, 2 орденами Трудового Червоного Прапора, медалями, Державна премія СРСР, 1943.
Серед робіт:
- «Динамічні випробування металів», 1929, 1936,
- «Керівництво до практичних занять в механічній лабораторії», 1929,
- «Механічні властивості та випробування металів», 1933,
- «Струнна методика вимірювання деформацій», 1933,
- «Проблема удару в металознавстві», 1938,
- «Деякі проблеми механіки матеріалів», 1943,
- «Втома металів», 1949.